# ZUUS Latino
ZUUS Latino es un canal de televisión digital de Estados Unidos en español, propiedad de ZUUS Media. El inicio de sus emisión fue en el 2009. Su programación está basada en videos musicales, principalmente hispanos. ZUUS Media posee además otros canales de televisión dedicados a otros tipos de videos musicales: ZUUS Country, ZUUS Hip Hop + R&B y ZUUS Hits. ZUUS Latino, como todos los subcanales de ZUUS Media, están disponibles a través de su web, red móvil, tableta, o Facebook.

## Mercado
El canal está dirigido a la población hispana de EE. UU..
El principal mercado en 2013, fue Los Ángeles, seguido a distancia, y por este orden, de San Francisco-Oakland-San José, Sacramento-Stockton-Modesto, Fresno-Visalia, Palm Springs, Washington D. C., Denver, ...etc.
Las emisiones pueden ser recibidas por 15 millones de hogares estadounidenses, un 13% del total, siendo el undécimo canal de TV de habla hispana de mayor audiencia.

## Programación
La programación es básicamente videos musicales hispanos desde los años 90 a la actualidad. Emite las 24 horas del día, todos los días de la semana. El tipo de videos musicales son de salsa, merengue, bachata, reguetón, rock en español, pop latino, cumbias, vallenato, baladas.

## Estaciones de TV asociadas[4]
| Canal de televisión | Siglas del canal de TV | Mercado                    | Operador            |
| 28.01               | KFTL                   | San Francisco, California  | LocusPoint Networks |
| 27.3                | WUNI                   | Boston, Massachusetts      | Entravision         |
| 47.3                | WMDO                   | Washington D. C.           | Entravision         |
| 49.7                | KSAO                   | Sacramento, California     | Cocola Broadcasting |
| 62.3                | WVEA                   | Tampa, Florida             | Entravision         |
| 29.4                | WRCF                   | Orlando, Florida           | LocusPoint Networks |
| 39.4                | KMSG                   | Fresno, California         | Cocola Broadcasting |
| 41.4                | KLUZ                   | Albuquerque, Nuevo México  | Entravision         |
| 65.3                | KTFN                   | El Paso, Texas             | Entravision         |
| 27.5                | KYMB-LD                | Monterrey, California      | Cocola Broadcasting |
| 38.4                | KPMR                   | Santa Bárbara (California) | Entravision         |
| 49.4                | KZAK                   | Boise, Idaho               | Cocola Broadcasting |
| 46.2                | KRNS                   | Reno, Nevada               | Entravision         |
| 28.4                | KORO                   | Corpus Christi, Texas      | Entravision         |
| 18.2                | KUPB                   | Odesa, Texas               | Entravision         |
| 7.3                 | KVYE                   | Yuma, Arizona              | Entravision         |
| 27.3                | KLDO                   | Laredo, Texas              | Entravision         |